# Battisford
Battisford is een civil parish in het bestuurlijke gebied Mid Suffolk, in het Engelse graafschap Suffolk met 458 inwoners.